# Thomas Parits
Thomas Parits (7 de octubre de 1946, Siegendorf, Austria) es un exfutbolista y entrenador austríaco. Jugaba de delantero y su primer club fue el Austria Viena.

## Carrera
Comenzó su carrera en 1964 jugando para el Austria Viena. Jugó para el club hasta 1970. En ese año se fue a Alemania para formar parte de las filas del Colonia, en donde jugó hasta 1971. En ese año se pasó al Eintracht Frankfurt, manteniéndose en ese equipo hasta 1974. En ese año se fue a España para formar parte de las filas del Granada, en donde estuvo hasta 1977. En ese año regresó a Austria para volver a formar parte del Austria Viena, manteniéndose en el equipo hasta 1979. En ese año se pasó al Linz. Se quedó hasta 1981, cuando se retiró definitivamente del fútbol profesional.

## Selección nacional
Ha sido internacional con la selección de fútbol de Austria entre 1966 y 1973.

## Clubes

### Jugador
| Club                | País     | Año       |
| ------------------- | -------- | --------- |
| Austria Viena       | Austria  | 1964-1970 |
| Colonia             | Alemania | 1970-1971 |
| Eintracht Frankfurt | Alemania | 1971-1974 |
| Granada             | España   | 1974-1977 |
| Austria Viena       | Austria  | 1977-1979 |
| Linz                | Austria  | 1979-1981 |

### Entrenador
| Club                                | País    | Año       |
| ----------------------------------- | ------- | --------- |
| SC Neusiedl/See                     | Austria | 1982-1983 |
| FK Austria Viena                    | Austria | 1985-1986 |
| FK Austria Viena                    | Austria | 1988-1990 |
| SKN St. Pölten                      | Austria | 1988-1990 |
| Admira Wacker                       | Austria | 1990-1991 |
| FK Austria Viena (Jefe de Deportes) | Austria | 2006-2015 |
| FK Austria Viena (Consejero)        | Austria | 2008-2015 |